# Rosetta (ruimtesonde)

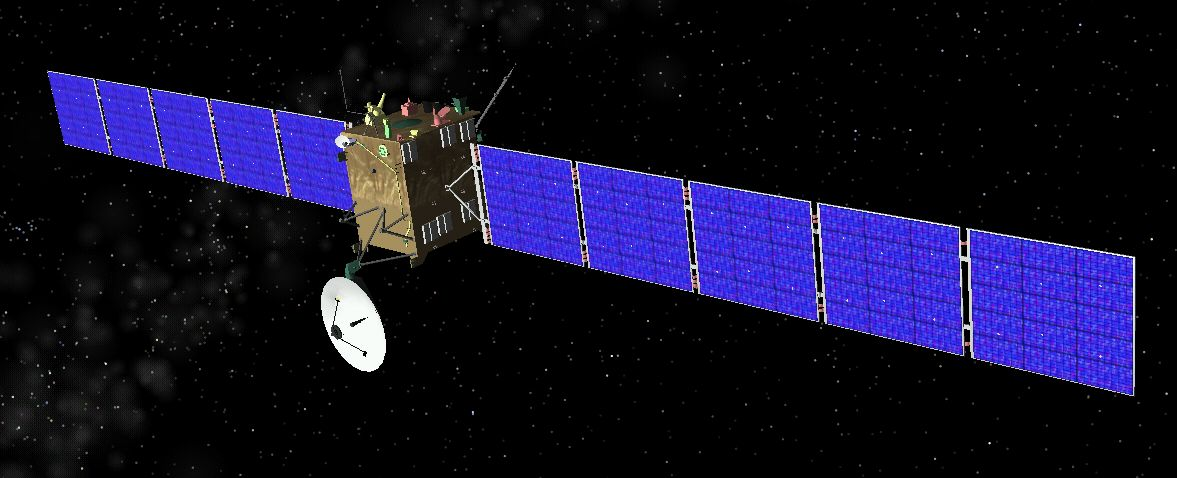
Computermodel

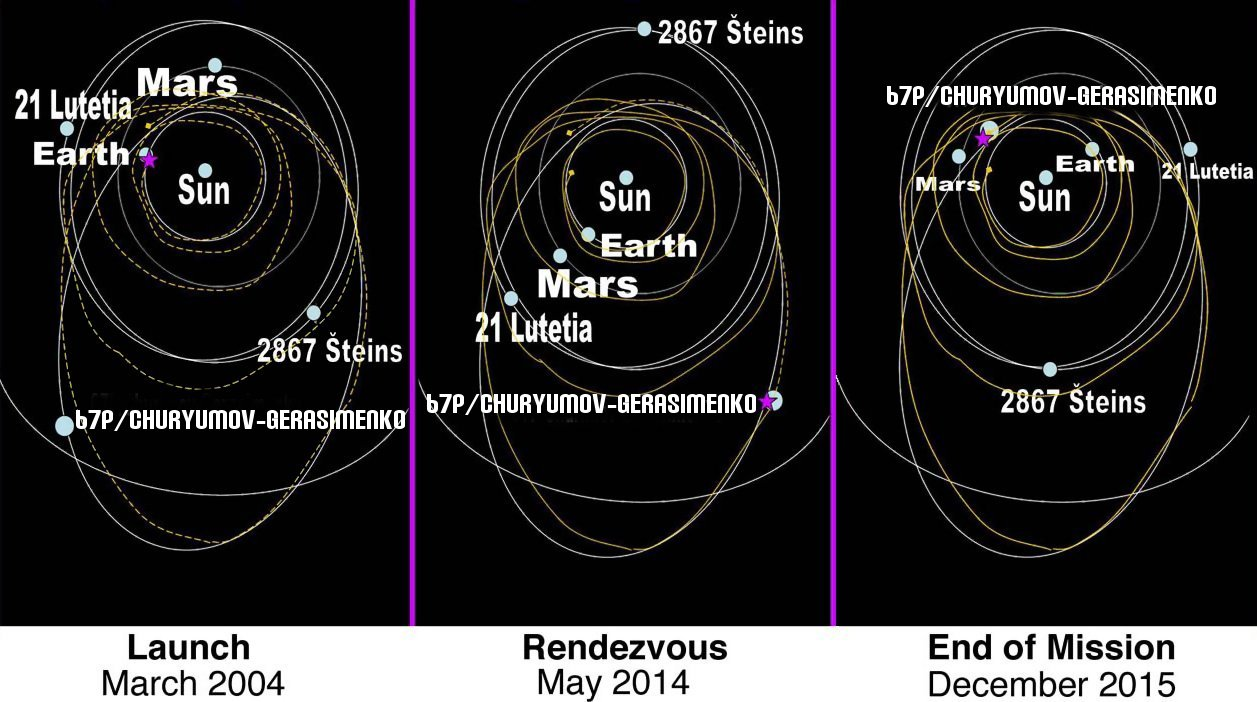
Baan van de Rosetta ruimtesonde

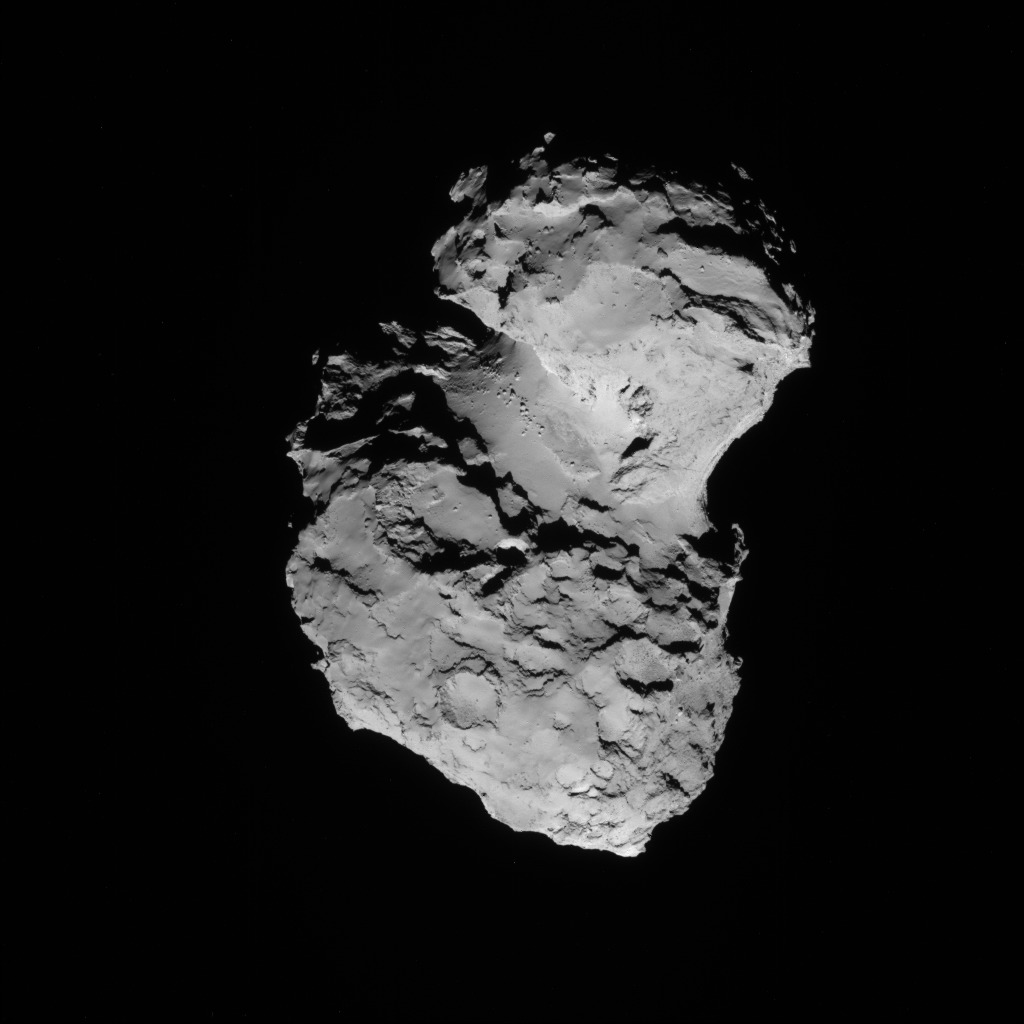
foto van komeet 67P/Tsjoerjoemov-Gerasimenko gemaakt door Rosetta op 8 augustus 2014

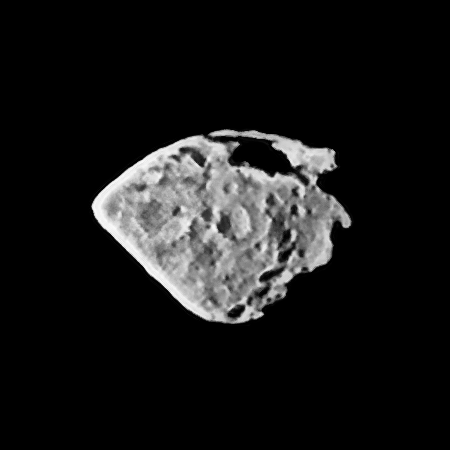
Foto door Rosetta van planetoïde (2867) Šteins op 5 september 2008

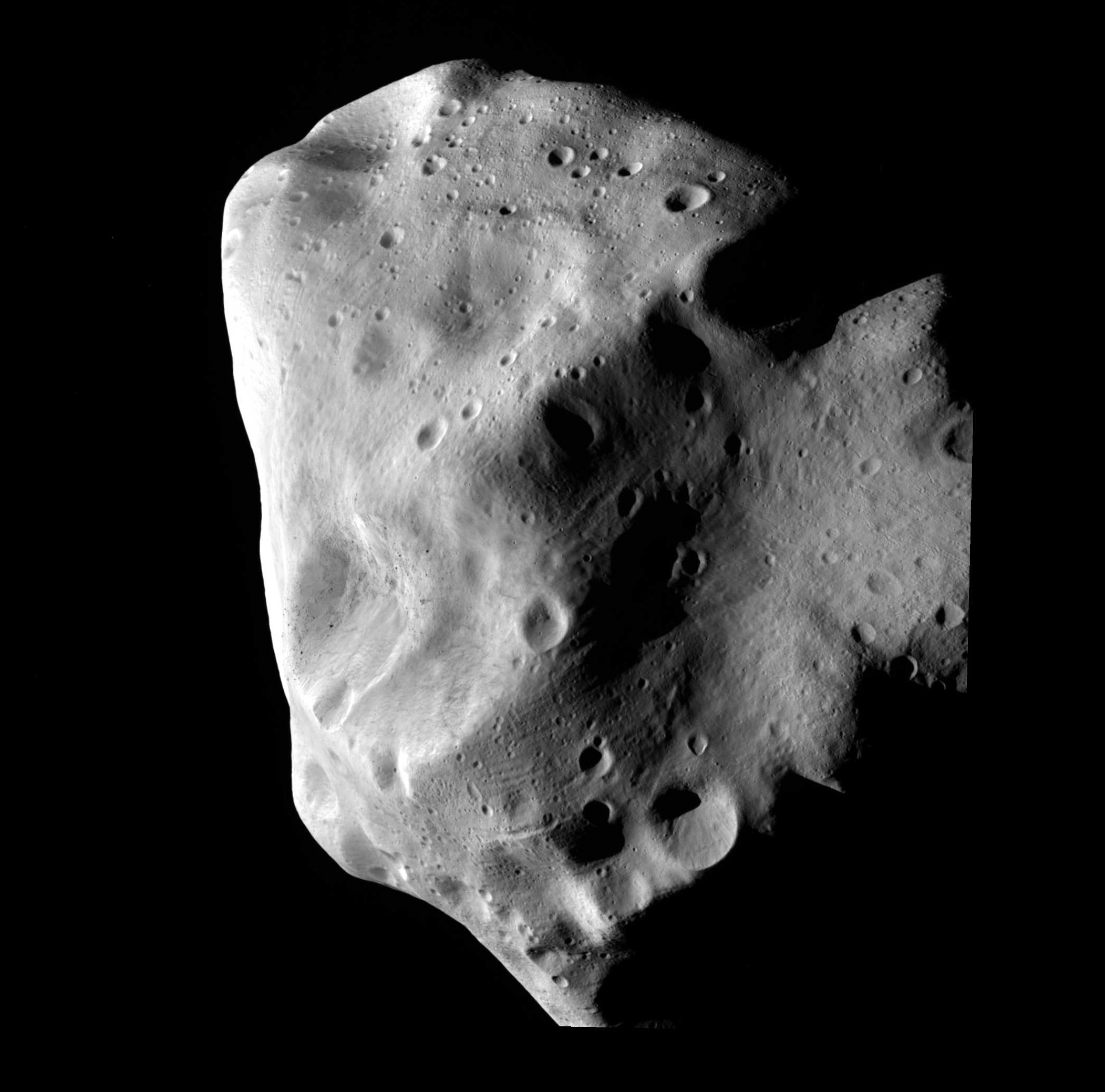
Foto door Rosetta van planetoïde (21) Lutetia op 10 juli 2010

Rosetta was een ruimtesonde die werd gefinancierd door de ESA. Rosetta werd in 2014 in een baan om de komeet 67P/Tsjoerjoemov-Gerasimenko geplaatst om haar te bestuderen.
In de eerste jaren na de lancering in 2004 is Rosetta een aantal keren rond de zon gevlogen. Daarbij passeerde ze een aantal keren de Aarde en Mars en maakte bij het passeren gebruik van een zwaartekrachtsslinger om snelheid te winnen. Daarna ging de ruimtesonde enkele jaren in "winterslaap" tot enkele maanden voor het bereiken van de eindbestemming.
Een kruising met Mars, waarbij geen zonlicht opgevangen kon worden, was niet voorzien maar werd eind februari 2007 onvermijdelijk toen de geplande lancering moest worden uitgesteld. Hierdoor hebben batterijen de systemen van energie moeten voorzien terwijl ze daarvoor niet ontworpen waren. Een kwartier lang was er geen contact tussen de sonde en de Aarde. De sonde bevond zich tijdens de passage op zo'n 250 kilometer boven de rode planeet.
Rosetta bereikte in 2014 een baan om de komeet en verrichtte twee jaar onderzoek. Tevens bestudeerde de sonde hoe de coma (de "staart") van de komeet zich ontwikkelde terwijl de komeet de Zon naderde. Op 12 november maakte zich van de ruimtesonde een lander los, Philae genaamd, het doel een landing op de komeet te maken. Even na 16:30 uur Midden-Europese tijd landde Philae op de komeet en stuurde een bevestigingsbericht dat een half uur later op aarde werd ontvangen. Om te voorkomen dat de lander vanwege de zeer geringe zwaartekracht van de komeet na de landing weer terug de ruimte in zou stuiteren, was het de bedoeling dat Philae zich direct na de landing met drie ijsschroeven en twee harpoenen aan de bodem zou verankeren. Maar Philae stuiterde twee keer terug; zowel ijsschroeven als harpoenen functioneerden niet zoals verwacht.

## Wijziging van bestemming, lancering en kosten
Rosetta zou oorspronkelijk met een Ariane 5-raket worden gelanceerd op 12 januari 2003 en in 2011 aankomen bij de komeet 46P/Wirtanen. Deze lancering werd geschrapt nadat op 11 december 2002 een lancering met een Ariane-V mislukte. Toen eenmaal vaststond wat er was misgegaan en de nodige maatregelen waren genomen was het al te laat om Rosetta te lanceren naar de beoogde komeet. Er werd een nieuw doel uitgezocht. Het moest een komeet zijn die in een zodanige baan om de zon vloog dat hij voor Rosetta binnen een redelijk afzienbaar aantal jaren te bereiken zou zijn, en zodanig dat het voor Rosetta mogelijk was om zich in een baan om de komeet te plaatsen. De keuze viel uiteindelijk op komeet 67P/Tsjoerjoemov-Gerasimenko. De ruimtesonde werd op 2 maart 2004 gelanceerd.
De kosten vielen hierdoor een stuk hoger uit. Die besloegen, tot het onverwachte uitstel, 900 miljoen dollar. Door de problemen met de draagraket kwam daar nog eens 70 à 80 miljoen dollar bij. Omgerekend naar bedragen in 2014 bedragen de totale begrote kosten bijna 1,4 miljard euro, waarvan 220 miljoen voor de ontwikkeling van de lander Philae (inclusief de gemaakte kosten voor het uitstellen van de lancering). Dit omvat de periode van 1996 tot 2015 en dekt de kosten voor ontwikkeling, bouw, lancering en volgen van het vaartuig. ESA heeft trouwens de gewoonte om hun ruimtevaartuigen niet te verzekeren.
Rosetta's missie zou, na twaalf jaar in de ruimte, in december 2015 aflopen (in augustus 2015 bereikt 67P/Tsjoerjoemov-Gerasimenko perihelium). Eventueel kon deze missie worden verlengd, afhankelijk van de resterende hoeveelheid brandstof. Wél was in dit geval aanvullende financiering noodzakelijk, omdat hier in het oorspronkelijke vluchtplan niet van was uitgegaan. Bovendien kon Rosetta, als er toch niets meer op het spel zou staan, gevaarlijke manoeuvres uitvoeren. Op 23 juni maakte ESA bekend de missie met negen maanden te verlengen. Daarna zouden de zonnepanelen te weinig zonlicht opvangen om de sonde nog te kunnen laten functioneren.

## Naamgeving
De ruimtesonde Rosetta is genoemd naar de Steen van Rosetta, die in 1799 gevonden werd in de buurt van de Egyptische plaats Rosetta. Deze steen vormde een belangrijke sleutel in het ontcijferen van Egyptische Hiërogliefen.
De lander Philae is genoemd naar het eiland Philae in de Nijl, waar een obelisk werd gevonden die een rol speelde in het ontcijferen van de Steen van Rosetta.

## 2007 VN84
In november 2007 werd Rosetta door de astronoom Richard Kowalski abusievelijk aangezien voor een planetoïde van ongeveer twintig meter in diameter die recht op Aarde afstevende. Kowalski gaf de planetoïde de voorlopige aanduiding 2007 VN84. Op 13 november 2007 zou het object de aarde op een in astronomische termen extreem korte afstand van 5700 km naderen. Denis Denisenko van het Russische instituut voor ruimteonderzoek bekeek het veronderstelde traject en zag in dat het overeenkwam met het parcours van de Europese komeetverkenner Rosetta. Het Minor Planet Center bevestigde later in een communiqué dat 2007 VN84 het ruimtevaartuig was.

## Opbouw

### Afmetingen en gewicht
Rosetta is opgebouwd uit een doosvormig frame van 2,80 m lengte, 2,10 m breedte en heeft een hoogte van 2,00 m. Het toestel is opgebouwd uit aluminium honingraatpanelen. Afgetankt heeft het ruimtevaartuig inclusief de lander een totaalgewicht van 3000 kg, zonder de lander 2900 kg; leeggewicht bedraagt 1200 kg. Deze verkenner beschikt over twee gedeelten: de BSM (Bus Support Module) aan de onderkant die de vluchtinstrumenten herbergt en de PSM (Payload Support Module) boven waarin de wetenschappelijke instrumenten zijn ondergebracht (met onder andere een camera met een resolutie van 5 cm per pixel). De PSM heeft twee uitklapbare armen en blijft tijdens omwenteling voortdurend op de komeet gericht, terwijl de zonnepanelen en antenne richting Zon en Aarde blijven wijzen. Het gewicht van de wetenschappelijke lading is ± 150 kg.

### Temperatuurregeling
Om de warmte in het vaartuig te houden is Rosetta onder meer uitgerust met persiennes over de radiatoren. Daarnaast verwarmen hitte-elementen het instrumentarium op grote afstand van de Zon. De radiatoren en persiennes bevinden zich aan de zijden die van de Zon en komeet zijn afgekeerd. Thermostatische controle is gedurende deze vlucht erg belangrijk. Daarom werd de buitenkant van Rosetta tijdens proeven verhit tot 150 °C alvorens tot −180 °C te worden afgekoeld. De instrumenten kwamen hier in ongeschonden staat doorheen.

### Communicatie
Deze komeetverkenner onderhoudt radiocontact middels vier antennes. Twee laaggevoelige, een vaste middelgevoelige van 0,8 m diameter en een richtbare schotelantenne met een diameter van 2,20 m. De snelheid waarmee Rosetta gegevens doorzendt, varieert tussen 5 à 20 kbit/s. Naast twee 5 W transponders (op S- en X-band) is Rosetta uitgerust met een 28 W lopende-golfbuis op de X-band.

### Energievoorziening
Rosetta is uitgerust met twee zonnepanelen aan weerszijden, die elk een oppervlak van 32 m² beslaan. De spanwijdte inclusief zonnepanelen bedraagt 32 m. Deze zonnepanelen openen technologisch gezien nieuwe perspectieven voor toekomstige missies, ook wat betreft kosten en besmettingsgevaar bij lancering. Voorgaande missies naar de buitenplaneten (voorbij de planetoïdengordel) waren voor hun energie aangewezen op nucleaire generatoren. Dit nieuwe type gallium/arseen (Ga/As) of silicium (Si) zonnecel stelt ruimtevaartuigen in staat om tot 800 miljoen km van de Zon stroom op te wekken. Dit is ruwweg even ver als de afstand van de Zon tot Jupiter; in deze omgeving bedraagt de kracht van de zonnestraling slechts 4% van die op Aarde. Uiteraard zijn zonnepanelen niet alleen goedkoper, maar er bestaat tevens een kleine kans dat in geval van een mislukte lancering met een RTG een gebied radioactief wordt besmet. De zonnepanelen leveren 400 W op 5,2 AU en 850 W op 3,4 AU (op deze afstand bereikt Rosetta haar doel). De sonde functioneert op een voltage van 28 V, afkomstig uit vier 10-A·h NiCd accu's.

### Voortstuwing en standregeling
Rosetta is uitgerust met twee voortstuwingssystemen, een voor de snelheid een de ander voor standregeling. Deze nemen een groot deel van de nuttige lading in beslag. Daar het een langdurige ruimtevlucht betreft, beschikt Rosetta over twee brandstoftanks, elk met een inhoud van 1106 l, die echter niet geheel zijn gevuld. Deze geven Rosetta de mogelijkheid tot een Δν van maximaal 2200 m/sec. De bovenste bevat 660 kg methylhydrazine brandstof, de onderste 1060 kg distikstoftetraoxide oxidatiemiddel. Vier tanks van 35 l zorgen voor druk in het systeem. De gegolfde, met ringen versterkte, aluminium uitlaat steekt uit het midden van het vaartuig. De 24 stuurraketjes leveren ieder een stuwkracht van 10 N. Het standregelsysteem bestaat verder uit een zonnezoeker, twee sterrenzoekers, navigatiecamera's en drie lasergyroscopen. In september 2006 merkte de vluchtleiding een lek op, waardoor de bedrijfsdruk in het voortstuwingssysteem afnam.

### Instrumenten
Rosetta bevat 21 wetenschappelijke instrumenten. Zeven van deze instrumenten worden ondersteund door de NASA. De NASA heeft daarvoor een interdisciplinaire wetenschapper ingeschakeld. Zij ondersteunt ook de grondstations van de ESA met zijn Deep Space Network voor geleiding van Rosetta.
Drie belangrijke instrumenten zijn:
- Ultraviolet beeldspectrograaf: dit instrument wordt ALICE genoemd. Het onderzoekt de gassen in de coma en de staart van de komeet. De coma is een wazig omhulsel van de komeet. Het ontstaat wanneer de komeet de zon nadert. Alice onderzoekt ook de productie van water, koolstofmonoxide en koolstofdioxide. Deze metingen verschaffen waardevolle informatie over de kern van de komeet. Alice meet ook de argonproductie die informatie geeft over de temperatuur van het zonnestelsel op het ogenblik van de vorming van de komeet, 4,6 miljard jaren geleden.
- Microgolf thermometer: analyseert chemische stoffen op of nabij het oppervlak van de komeet en de temperatuur van het stof en het ijs dat door de komeet uitgestoten wordt. De ionen- en elektronensensor is een van de vijf instrumenten die het plasma rond de komeet analyseren. Het instrument zal de interactie meten van de geladen deeltjes van de zonnewind met de gassen die uit de komeet stromen.
- massaspectrometer: De NASA leverde dit instrument samen met Zwitserland. Dit experiment wordt ROSINA (Rosetta Orbiter Spectrometer for Ion and Neutral Analysis) genoemd. Dit is het eerste instrument dat twee molecules met ongeveer dezelfde massa met voldoende nauwkeurigheid zal kunnen onderscheiden, namelijk moleculair stikstof en koolstofmonoxide. Een nauwkeurige meting van de stikstof geeft inzicht in de omstandigheden waarin het zonnestelsel ontstaan is.

Rosetta neemt van dichtbij waar hoe een komeet verandert als zij in de omgeving van de zon komt.

## Resultaten

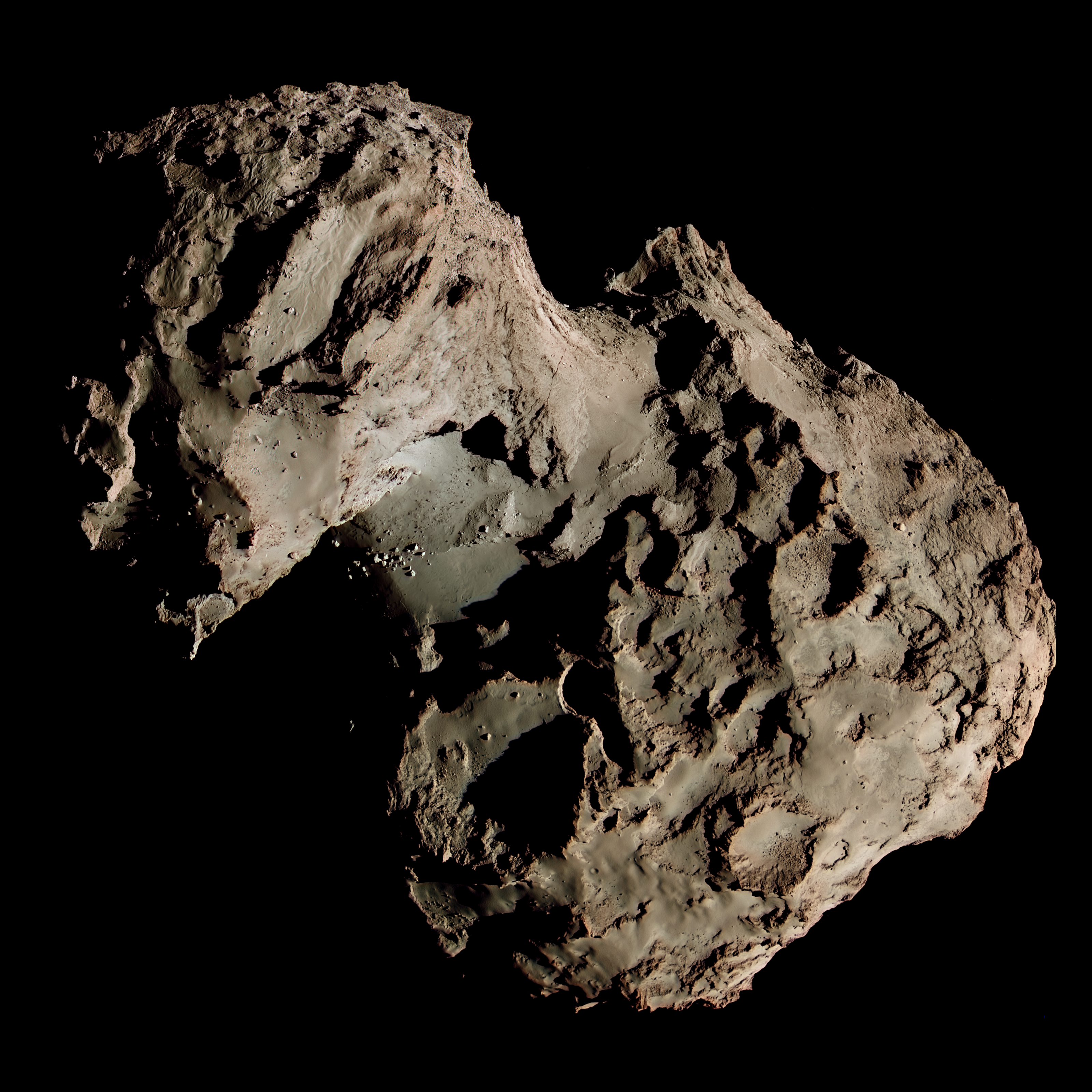
Ware kleuren opname van 67P Churyumov-Gerasimenko op 17 maart 2015

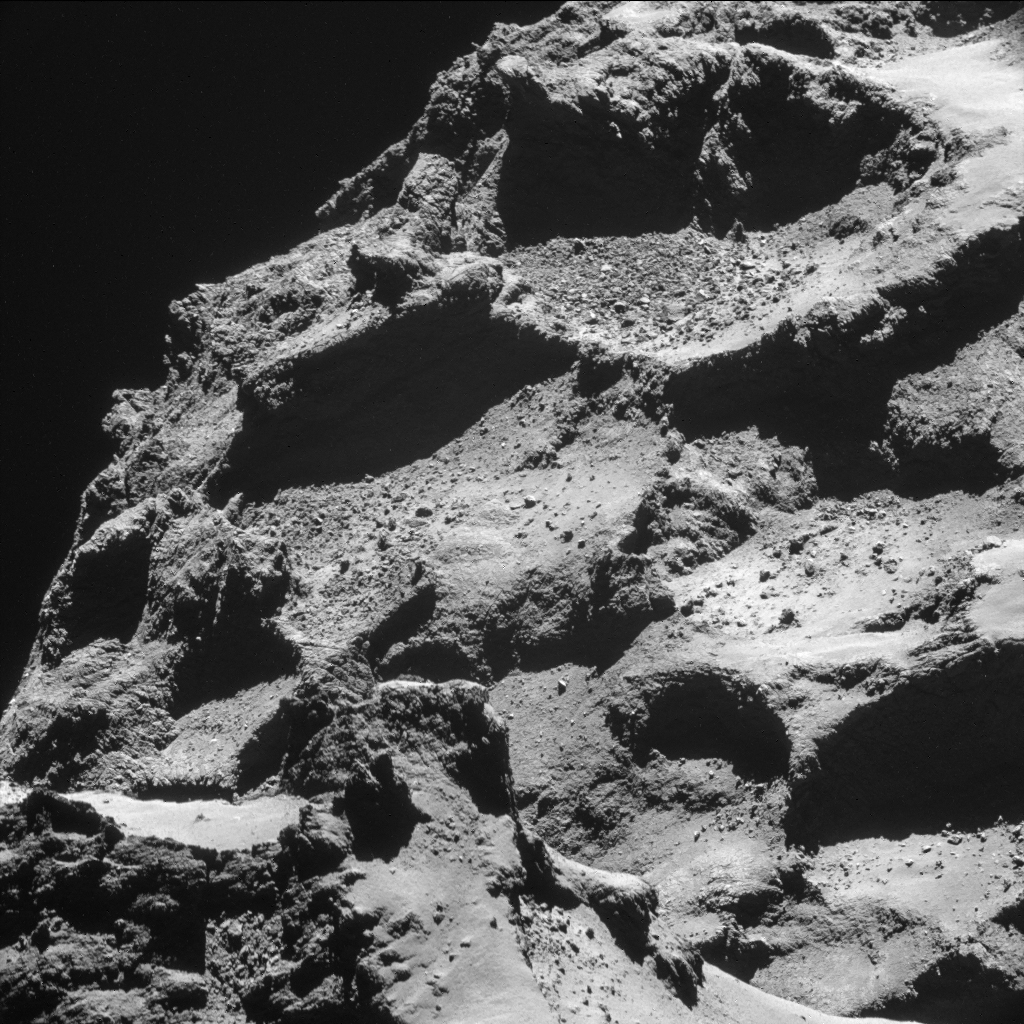
Foto van een hoogte van 10 km (oktober 2014)

### Eerste resultaten
De eerste metingen leverden een onverwacht resultaat op. Het ROSINA-instrument (Rosetta Orbiter Spectrometer for Ion and Neutral Analysis) gaf aan, dat de samenstelling van het aangetroffen water op de komeet behoorlijk afwijkt van dat op Aarde. Het bevat ongeveer driemaal zo veel deuterium. Dit lijkt de theorie, dat het water op Aarde afkomstig zou zijn van ingeslagen kometen, onderuit te halen. Metingen van andere kometen gaven weliswaar gelijke hoeveelheden deuterium als in aards water, maar de afwijkende waarden van 67P/Tsjoerjoemov-Gerasimenko vormen een aanwijzing dat het water op Aarde daar op meerdere manieren kan zijn beland. Mogelijk is het via planetoïden op Aarde terechtgekomen.

### Problemen door komeetstof
Eind maart 2015 ondervond de sonde grote oriëntatieproblemen, veroorzaakt door uitgestoten komeetstof. Dit ontregelde het navigatiesysteem. Op een afstand van 14 kilometer namen andere instrumenten de taak van de normaliter gebruikte sterrenzoekers over. Die zijn echter niet zo nauwkeurig en de positie van de antenne die Rosetta voor contact met de Aarde gebruikt, week 0,8° af. Gedurende 24 uur was het opgevangen radiosignaal dermate zwak, dat de vluchtleiding bijna het contact verloor. Weliswaar herstelde Rosetta zich na een dag, maar oriënteerde zich in eerste instantie op de verkeerde sterren. Na automatische zelfcontrole greep het ingebouwde vluchtcontrolesysteem in. Het bracht Rosetta weer in de juiste positie maar schakelde veiligheidshalve ook de wetenschappelijke instrumenten uit. Het vluchtplan moest worden gewijzigd; Rosetta diende op grotere afstand rond de komeet te cirkelen. Dit was nadelig voor de communicatie met Philae die op 13 juni uit winterslaap ontwaakte. De afstand van Rosetta tot Philae varieerde van 200 tot 240 km, met als gevolg dat de lander niet alle opgeslagen gegevens door kon seinen. Om de inhoud van een van de twee hoofdgeheugens van Philae via Rosetta naar de Aarde over te seinen, is een communicatievenster van minimaal 20 minuten nodig.

### Technische problemen
In een poging de communicatie met Philae te herstellen verlaagde Rosetta haar baan rond de komeet tot 153 km hoogte. Maar op 10 en 11 juli ondervonden de sterrenzoekers van het navigatiesysteem wederom problemen. Stofdeeltjes van de steeds actiever wordende komeet veroorzaakten opnieuw storing. Rosetta moest de baan noodgedwongen verhogen naar 170 à 190 km. Daarnaast waren de ingekomen gegevens betreffende Philae's zonnepanelen niet consistent met de verwachte lichtval; een mogelijke verklaring was een gewijzigde positie van de lander. Door het ruige landingsterrein heeft een kleine verschuiving al een aanzienlijk afwijkende antennestand tot gevolg.
Bijkomende problemen vormden een defecte zender en ontvanger. Philae schakelde regelmatig tussen twee zenders en ontvangers; daarom gaf de vluchtleiding bevel slechts één zender en ontvanger te gebruiken. Onduidelijk bleef echter of de lander deze instructie ontving. Aangezien de komeet zijn perihelium naderde, richtte de vluchtleiding daarom de aandacht op Rosetta's missie. De omloopbaan die Rosetta eind juli innam, beperkte de kans op een redelijk communicatievenster tot eens in de twee à drie weken.
Moleculaire zuurstof
Het Rosina-instrument (Rosetta Orbiter Spectrometer for Ion and Neutral Analysis instrument) van de universiteit van Bern, Zwitserland, heeft moleculaire zuurstof (O2) ontdekt op de komeet. Dit laat veronderstellen dat de zuurstof moet opgenomen zijn bij de vorming van de komeet. Andere gassen die ontdekt werden zijn waterdamp, koolstofmonoxide en -dioxide en in lagere concentraties, stikstof-, zwavel-, koolstofverbindingen en zelfs edelgassen.
In zijn eenvoudigste vorm is zuurstof moeilijk vast te stellen omdat het zeer reactief is en zeer snel met andere atomen en moleculen bindt. Zo kunnen zuurstofatomen rond koude stofdeeltjes combineren met waterstofatomen en zo water vormen. Of een zuurstofmolecule kan onder invloed van ultraviolette straling opsplitsen en recombineren met een andere zuurstofmolecule en zo ozon (O3) vormen.

### Einde missie
Op 30 september 2016, om 12.38 uur crashte Rosetta gecontroleerd op de komeet 67P/Churyumov-Gerasimenko. Om 13.20 uur (Nederlandse tijd), kwam de bevestiging binnen dat Rosetta was neergestort. Deze vertraging werd veroorzaakt doordat het 40 minuten duurde voordat de data de aarde bereikte. De sonde werd in overeenstemming met internationale afspraken automatisch uitgezet 40 minuten voor de landing, dit om te voorkomen dat de zender als een stoorzender in het zonnestelsel zou gaan werken en andere observaties zou gaan storen. De crash betekent het einde van de succesvolle missie van Rosetta.

### Laatste gegevens
Rosetta crashte op 33 meter van de beoogde landingsplaats Sais in het Ma'at gebied op de "kop" van de komeet. Sais was de naam van de stad waar de Steen van Rosetta werd gevonden.
Naarmate Rosetta dichter bij het oppervlak kwam was er een druktoename van het uitstromende gas. Er werd koolstofdioxide gemeten. Er werden vlak boven het oppervlak deeltjes waargenomen ter grootte van één miljoenste van een millimeter. De temperatuur varieerde tussen −190 °C en −110 °C tot op enkele centimeters diepte. Die variatie was waarschijnlijk toe te schrijven aan schaduwen en de lokale topografie van het terrein.
De laatste meting van waterdamp was op 27 september en bedroeg ongeveer twee lepels per seconde. In augustus 2015 was dat nog twee badkuipen per seconde. Er was geen spoor van ijs.
Tijdens de afdaling waren de zonnewind en het interplanetair magnetisch veld stabiel, wat belangrijk is voor de kalibratie van de metingen.
De snelheid bij impact was 90 cm per seconde, stapvoets dus.

## Tijdschema
- 2 maart 2004 7h17 UT - lancering (het oorspronkelijke schema (27 februari 2004) werd uitgesteld vanwege ongunstige weersomstandigheden)
- 4 maart 2005 - eerste passage langs Aarde
- 25 februari 2007 - passage langs Mars
- 13 november 2007 - tweede passage langs Aarde
- 5 september 2008 - ontmoeting met planetoïde (2867) Šteins
- 13 november 2009 - derde en laatste passage langs Aarde
- 10 juli 2010 - ontmoeting met planetoïde (21) Lutetia
- 8 juni 2011 - begin "winterslaap"
- 20 januari 2014 - einde "winterslaap"
- mei 2014 - rendezvous-manoeuvre komeet 67P/Tsjoerjoemov-Gerasimenko
- 6 augustus 2014 - aankomst bij de komeet; de komeet wordt verder bestudeerd en in kaart gebracht
- 12 november 2014 - De sonde Philae landt op de komeet
- 13 augustus 2015 - komeet passeert perihelium
- september 2016 - einde van de missie